# Meadow Lake (Saskatchewan)
Meadow Lake é uma cidade localizada no centro-oeste de Saskatchewan, no Canadá. Está localizada a cerca de 246 quilômetros a nordeste de Lloydminster e 156 quilômetros ao norte de North Battleford. Em 9 de novembro de 2009, a localidade tornou-se oficialmente a 14ª cidade de Saskatchewan.